# Fredrik Winberg
Fredrik Winberg, född i Brännkyrka 1972, är en svensk dirigent, sångare (basbaryton) och musiklärare.  Han undervisar i dirigering, ensembleledning och körmetodik vid Musikhögskolan i Örebro. han var dirigent och konstnärlig ledare för Västerås kammarkör mellan 2006 och 2022 samt musiklärare vid Adolf Fredriks musikklasser sedan 2002, där han sedan 2017 leder Adolf Fredriks Flickkör. 
Han är utbildad vid Kungliga Musikhögskolan i Stockholm (KMH) 1997-2002, med studier i sång för Christina Billing och Kerstin Wahlström-Olsson och dirigering för Per Andersberg, Anders Colldén, professor Stefan Parkman, Pär Fridberg och professor Anders Eby.
Han var dirigent och konstnärlig ledare för Kongl. Teknologkören 2003-2007 och dirigent och konstnärlig ledare för Nyköpings kammarkör 2000-2005 samt dirigent och konstnärlig ledare för Tyresö Sinfonietta 2000-2004. Winberg var även dirigent för Sveriges Ungdomskör 2013-2016.
Fredrik Winberg var tidigare medlem i vokalensemblen Voces Nordicae och han har arbetat med Radiokören, Hedvig Eleonora kammarkör, Kungl. Musihögskolans vokalensemble och kammarkör, Stockholms Barockorkester (numera reBaroque), Sami sinfonietta, Marinens musikkår, Järfälla Symfoniorkester, Nyköpings filharmoniska sällskaps symfoniorkester, Lidingö symfoniorkester.